# آتش‌شکن

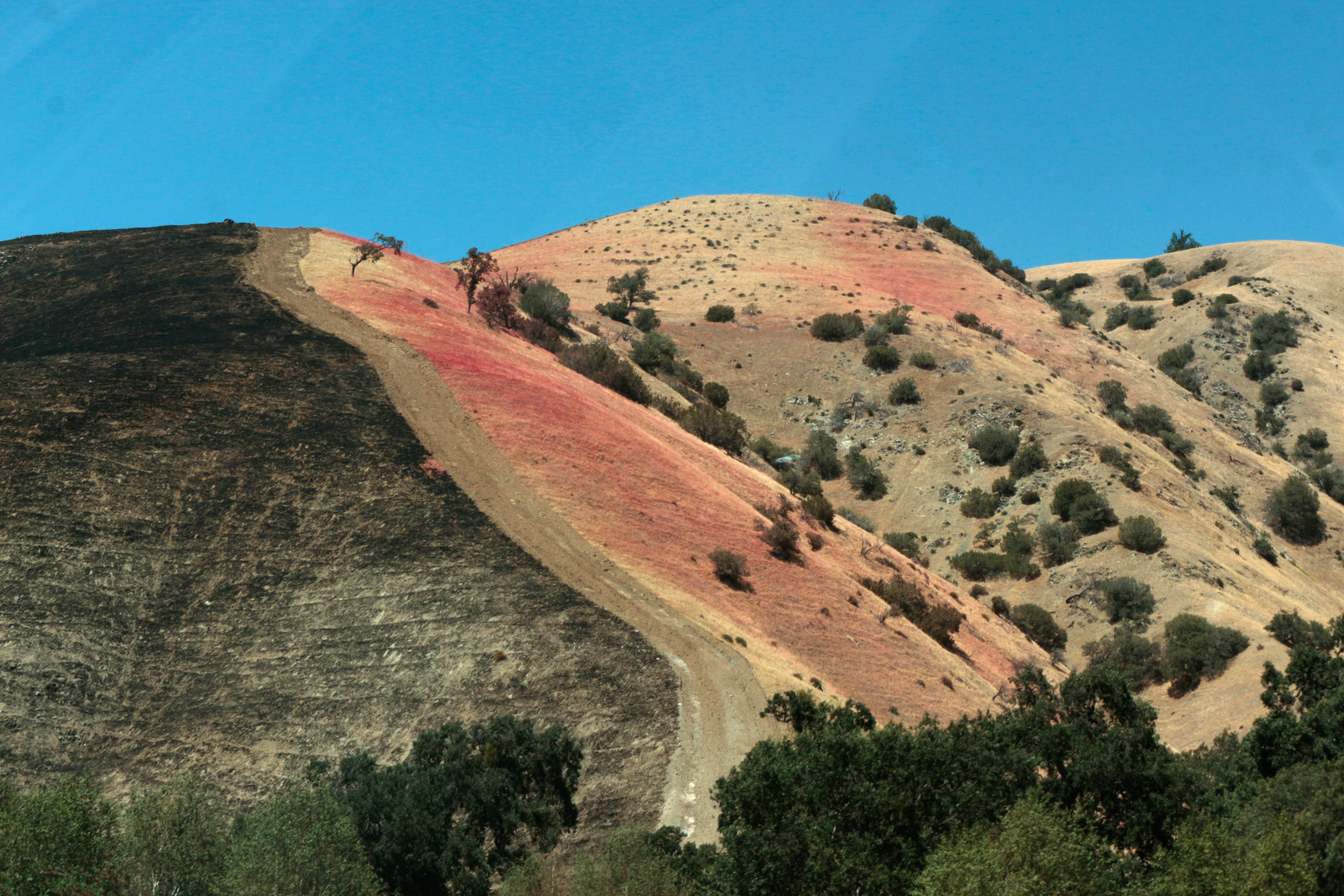
در هنگام آتش‌سوزی Tumbleweed در کالیفرنیا، در ژوئیه ۲۰۲۱، پیش‌گیرنده آتش قرمز به صورت هوایی روی برس کنار آتش‌شکن پراکنده شد. در حالی که پوشش گیاهی سمت چپ آتش‌شکن کاملاً سوخته‌است، همه‌چیز در سمت راست آن حفاظت می‌شود.

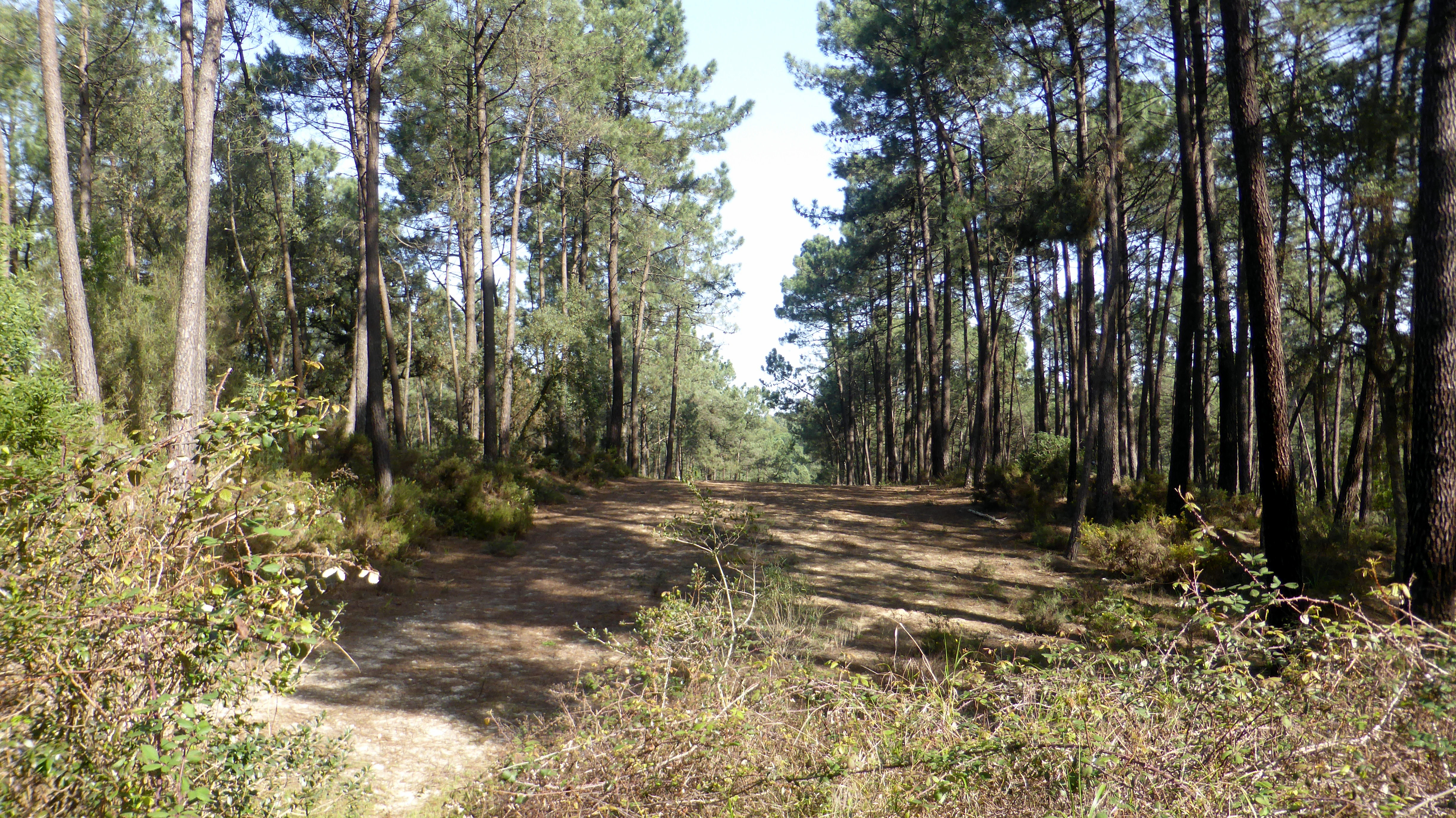
یک آتش‌شکن

آتش‌شکن (به انگلیسی: Firebreak) یا نوار دوگانه (که در استرالیا خط آتش، جاده آتش‌سوزی، راه آتش‌سوزی و شکست سوخت نیز نامیده می‌شود)، شکافی در پوشش گیاهی یا دیگر مواد آتش‌زا است که به عنوان مانعی برای کند کردن یا توقف پیشرفت یک آتش‌سوزی در جنگل یا آتش‌سوزی جنگلی عمل می‌کند. آتش‌شکن ممکن است به‌طور طبیعی در جایی که کمبود پوشش گیاهی یا "سوخت " وجود دارد، مانند رودخانه، دریاچه یا دره رخ دهد. آتش‌شکن‌ها نیز ممکن است ساخته دست بشر باشند، و بسیاری از آنها به عنوان جاده نیز عمل می‌کنند، مانند جاده چوب‌برداری، مسیر خودروی چهارچرخ متحرک، جاده فرعی یا بزرگراه.